# سبط منسى
وفقًا للكتاب المقدس العبري، فإن سبط مَنَسَّى (שֵׁבֶט מְנַשֶּׁה) هو أحد أسباط بني إسرائيل الاثني عشر. بعد الغزو الآشوري سنة 720 ق.م.، أصبح السبط معدودًا ضمن الأسباط العشرة المفقودة. يُمثّل السبط مع سبط أفرايم شقّي سبط يوسف. وكانت رايتهم عبارة عن علم أسود مُطرّزا عليه وحيد القرن مطرز.

## الرواية الكتابية
وفقًا للتناخ، كان سبط منسى جزءًا من اتحاد القبائل الإسرائيلية منذ استيلاء يشوع على الأرض حتى تأسيس مملكة إسرائيل الموحدة حوالي سنة 1050 ق.م. لم تكن هناك حكومة مركزية، وفي أوقات الأزمات كان يقود الشعب قادة مخصصون يعرفون باسم القضاة. مع تزايد التهديد من غارات الفلستيين، قررت القبائل الإسرائيلية تشكيل مملكة مركزية قوية لمواجهة هذا التحدي، فانضم سبط منسى إلى المملكة الجديدة التي كان شاول أول ملوكها. بعد وفاة شاول، ظلت جميع الأسباط باستثناء سبط يهوذا موالية لأبناء شاول، ولكن بعد وفاة إيشبوشث بن شاول الذي خلفه على عرش مملكة إسرائيل، انضم سبط منسى إلى الأسباط الشمالية، ونصّبوا داود ملك سبط يهوذا ملكًا على مملكة إسرائيل الموحدة. ومع ذلك، بعد اعتلاء رحبعام بن سليمان حفيد داود العرش حوالي سنة 930 ق.م.، انفصل الأسباط الشماليون عن حكم سلالة داود، وشكّلوا مملكة إسرائيل الشمالية. وبقي سبط منسى ضمن هذه المملكة الشمالية حتى غزاها الآشوريون حوالي سنة 723 ق.م.، ورحّلوا سكانها. منذئذ، أصبح سبط منسى معدودًا ضمن أسباط بني إسرائيل العشرة المفقودة.

## أرض السبط

تقسيم الأراضي بين الأسباط؛ تظهر أرض سبط منسى على جانبي نهر الأردن.

يروي الكتاب المقدس أنه بعد انتهاء غزو أرض كنعان من قبل أسباط بني إسرائيل، قسّم يشوع الأرض بين الأسباط الاثني عشر. وفقًا للعالم الكتابي كينيث كيتشن، يُؤرّخ تاريخ هذا الغزو إلى ما بعد سنة 1200 ق.م. بقليل. وفي المقابل، يعتقد بعض العلماء المعاصرين أن غزو يشوع الموصوف في سفر يشوع، لم يحدث قطّ. كما أنه هناك إجماع عام بين علماء العهد القديم على أن سفر يشوع ليس له قيمة في إعادة البناء التاريخي. فهم يرون السفر إضافة لاحقة إما في عهد يوشيا ملك يهوذا أو في وقت متأخر من فترة الحشمونيين. نظرًا لتناقض القصة مع الكشف الأثري، على الرغم من وجود دلائل على حدوث بعض الدمار في تلك الفترة.
وفقًا لسفر يشوع، انقسمت أراضي سبط منسى في أوجها إلى شقين على جانبي نهر الأردن؛(يشوع 22: 7) احتل القسم الغربي شمال أرض سبط أفرايم بين نهر الأردن وساحل البحر المتوسط، مع الزاوية الشمالية الغربية لجبل الكرمل، ويحد أرض السبط من الشمال أراضي سبطي أشير ويساكر. أما القسم الشرقي، فكان يُمثّل أقصى شمال أراضي بني إسرائيل شرق نهر الأردن حتى حصار لايش من قبل سبط دان؛ وكان يجاور أراضي هذا القسم أراضي سبط جاد جنوبًا، وسبطي نفتالي ويساكر غربًا. امتد القسم الشرقي من محنايم جنوبًا إلى جبل حرمون شمالًا، وضمّ سهل باشان كاملًا. كانت تلك المنطقة غنية بالمياه، بالتالي كانت أحد أهم أجزاء البلاد.
في سنة 732 ق.م. تقريبًا، تحالف فقح ملك إسرائيل، مع رصين ملك آرام، وهدّد القدس. فلجأ آحاز ملك يهوذا إلى تغلث فلاسر الثالث ملك آشور، طلبًا للمساعدة مقابل جزية.(الملوك الثاني 16: 7-9) نهب تغلث فلاسر مملكتي آرام وإسرائيل، وضم آرام والأراضي الواقعة شرق نهر الأردن (أراضي أسباط رأوبين وجاد والنصف الشرقي من أرض سبط منسى في جلعاد)، بما في ذلك المواقع الاستيطانية الصحراوية في يطور ونافيش ونوداب، وأسر سكان هذه المناطق وأعاد توطينهم في آشور في منطقة نهر الخابور. ثم مملكة باقي مملكة إسرائيل للغزو مرة أخرى من قبل آشور سنة 723 ق.م.، ورُحّل بقية السكان.

## المصير
كجزء من مملكة إسرائيل الشمالية، غزت آشور أرض سبط منسى، وتعرض السبط للنفي؛ وضاع تاريخهم. ومع ذلك، تزعم بعض المجموعات المعاصرة انتسابهم إلى السبط، مع درجات متفاوتة من الدعم الأكاديمي والديني لهذه الادعاءات، فمثلًا يزعم كل من بني مناشي [الإنجليزية] والسامريين انتسابهم للسبط.

## رأي علماء النقد الكتابي
على الرغم من وصف الكتاب المقدس لماكير وجلعاد، كأفراد موصوفين في سلاسل الأنساب الكتابية كأب وابنه، وأنهما ابن وحفيد لمنسى، إلا أن ماكير [الإنجليزية] وجلعاد، في نظر بعض علماء النقد الكتابي، يُعاملان كاسمي قبيلتين مختلفتين في أغنية دبوره القديمة. (تعتبرها الأغنية أسماء مناطق حيث سُميت منطقة جلعاد بهذا الاسم، قبل فترة طويلة من وجود حفيد منسى) بالإضافة إلى ذلك، يغيب ذكر منسى نفسه في هذه الأغنية. في النصوص المأخوذة من المصدر الإلوهيمي، غالبًا ما يغيب اسم منسى، ولكن يرد ذكر ماكير.

## وصلات خارجية
- Map of the Tribal territory of the tribe of Manasseh, Adrichem, 1590. Eran Laor Cartographic Collection, the National Library of Israel